# Schloss Born

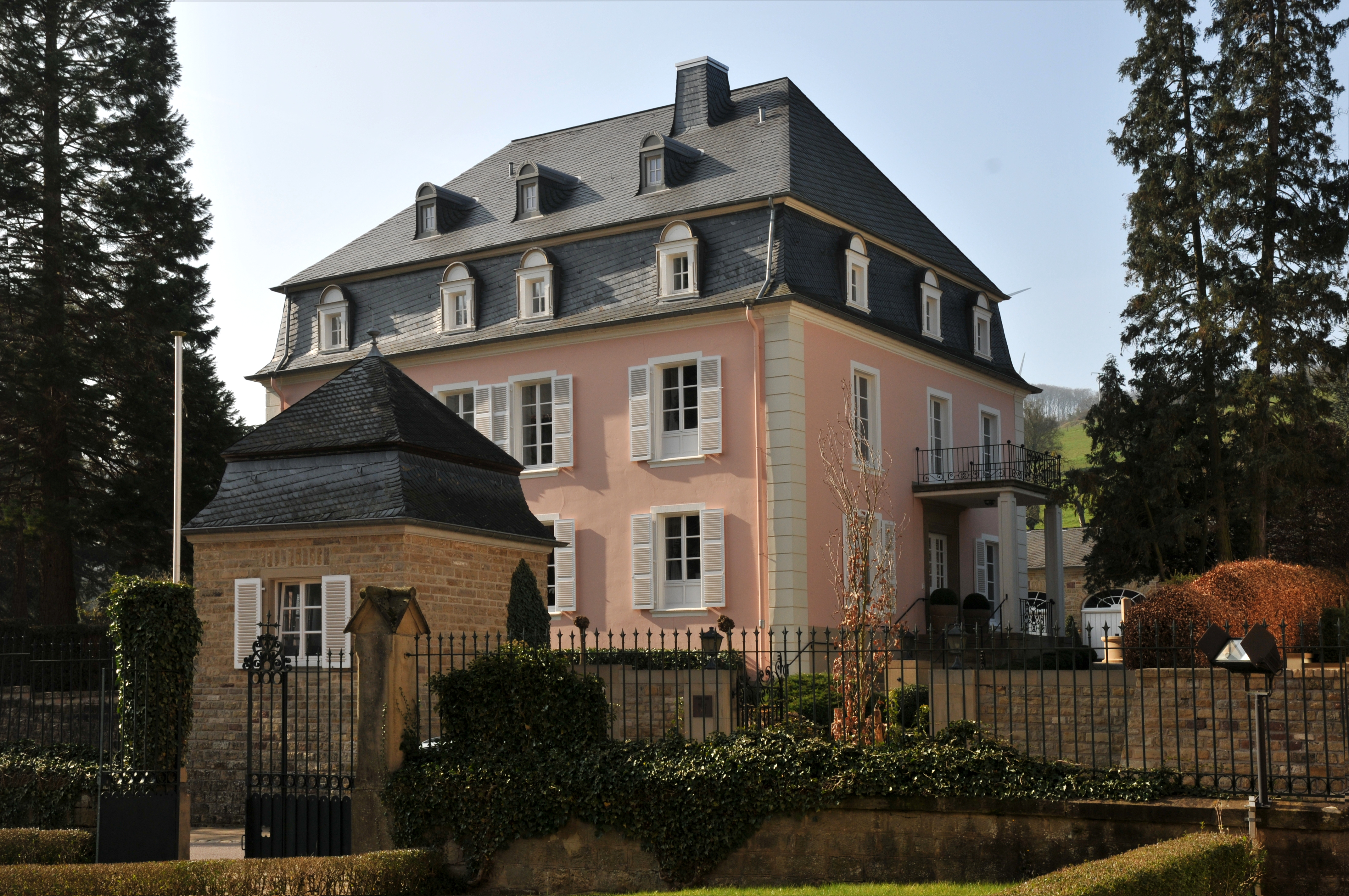
Schloss Born

Schloss Born liegt im Zentrum der Ortschaft Born in der Gemeinde Rosport-Mompach.
Im Mittelalter gab es eine Herrschaft zu Born, ein Heinrich von Born wurde 1286 ernannt. Die Familie ließ den Vorgängerbau des heutigen Schlosses errichten. Er wurde 1705 bei Angriffen der Armee des Duke of Marlborough zerstört.
Um 1740 wurde das heutige Schloss von der Familie Faust von Aschaffenburg-Hattstein gebaut. 1775 erbte es die Familie De Villers. 1978 hat die Gemeinde das Schloss gekauft und 1985 wieder verkauft.
Es ist weiterhin in Privatbesitz und kann nicht besichtigt werden.